# Vevelstad
Vevelstad este o comună din provincia Nordland, Norvegia.